# 托马斯·斯内姆
托马斯·克里斯蒂安·斯内姆（Thomas Christian Sneum，1917年5月21日—2007年2月3日）是一位丹麦空军军官，是二战期间活动于丹麦的第一批英国特工之一。1941年，他拍到凡島上的两座德军弗莱雅雷达基站的照片。1941年6月21至22日夜间，他和飞行员凯尔德·佩德森（Kjeld Pedersen）一同驾驶一架大黄蜂蛾式双翼机从丹麦逃回了英国。威尔士作家肯·福莱特后来以此事为灵感写出了小说《大黄蜂奇航》。
斯内姆自述称自己曾计划于1941年2月从哥本哈根的德安勒特尔酒店的某一房间用長弓狙杀海因里希·希姆莱，但由于后来希姆莱没有在公开场合露面，斯内姆只能取消了刺杀行动。